# 알제리의 지구
알제리의 지구는 알제리의 행정 구역이다. 알제리는 알제리의 주가 총 547개 구(daïras / " دائرة ")로 나뉜다. 구역의 중심지를 구청 소재지(chef-lieu de daïra )이라고 하며, 각 지구는 하나 이상의 코뮌 (baladiyahs)으로 한 번 더 나뉜다.
국가 수도인 알제주는 지구(및 지자체)로 나누어진 국내 유일의 도시이자 지방 자체인 유일한 도시이다. 그 주변 교외가 그 나라의 다른 작은 도시나 마을과 같은 지위를 가지고 있음을 의미한다. 지역 행정은 알제리 대통령이 선출한 지역 책임자 ( chef de daira )에게 할당된다. 윌라야 추장과 마찬가지로 지역 추장은 선거로 선출되지 않는 정치적 지위이다.
알제리의 지구는 알제리가 프랑스의 식민지였을 당시 아롱디스망으로 만들어졌으며 프랑스 본토와 동등한 지위를 가졌었다. 프랑스의 아롱디스망(arrondissements)과 마찬가지로 프랑스의 데파르트망의 일부였으며, 이는 레지옹(프랑스령 알제리에서는 테리토리( territoire )이라고 불림)의 일부였다. 독립 후 6년 동안(1968년까지) 유지되다가 "daïras"로 이름이 바뀌고 기능이 약간 변경되었다.

## 같이 보기
- 알제리의 주